# 社主
社主（しゃしゅ、英語ではオーナー）とは、会社・結社の持ち主や代表者の呼称。

## 概要
社長や会長と似たような意味の用語だが、現在の日本においては、主に新聞社で使用されている肩書きである。「社の主」という綴りが示すように、組織の「持ち主」という意味合いが強く、創業以来の運営者だったり会社の株式を大量に保有したりしているケースが多い。
また、朝日新聞社（2020年に社主職廃止）のように共同創業者の出身同族から社主を輩出した事例や、中日新聞社のように合併で成立した経緯から複数ある前身企業の創業家が共同もしくは互選で社主を輩出する事例もある。

## 著名な社主

### 新聞社
全国紙
- 正力松太郎（読売新聞社）
- 正力亨（読売新聞グループ本社）
- 村山龍平（朝日新聞社）
- 村山長挙（朝日新聞社）
- 村山美知子（朝日新聞社）
- 上野理一（朝日新聞社）
- 上野精一（朝日新聞社）
- 上野淳一（朝日新聞社）
- 上野尚一（朝日新聞社）

ブロック紙・地方紙
- 大島一郎（中日新聞社）
- 小山龍三（中日新聞社）
- 一力健治郎（河北新報社）
- 一力次郎（河北新報社）
- 一力一夫（河北新報社）
- 浜岡光哲（京都日出新聞社）
- 吉岡利固（新日本海新聞社）
- 平井卓志（四国新聞社）

機関紙
- 池田大作（聖教新聞社名誉社主）

### 新聞社以外
出版社
- 大田黒元雄（音楽と文学社）
- 長谷川巳之吉（第一書房）
- 後藤完夫（タッチダウン）
- 中野幹隆（哲学書房、セーマ出版）
- 大橋鎭子（暮しの手帖社）
- 天野祐吉（マドラ出版）
- 中山豊三（プラトン社）

その他
- 畑崎広敏（ワールド）
- 羽柴誠三秀吉（羽柴企業グループ）
- 佐川清（佐川急便）